# Oleh Aleksàndrovitx Prudius
Oleh Aleksàndrovitx Prudius (Kíiv, 27 d'abril de 1979), més conegut com a Vladimir Kozlov, és un lluitador professional ucraïnès, que treballa a la marca de ECW de l'empresa World Wrestling Entertainment (WWE).